# The World Needs a Hero
The World Needs a Hero je deváté studiové album americké thrashmetalové skupiny Megadeth. Vydalo jej dne 12. května 2001 hudební vydavatelství Sanctuary Records a jeho producentem byl Bill Kennedy s frontmanem skupiny Davem Mustainem. Nahráno bylo během předchozího roku v několika různých studiích. Jde o první album skupiny, které vyšlo po jejím odchodu od společnosti Capitol Records, která její nahrávky vydávala od roku 1986. V žebříčku Billboard 200 se album umístilo na šestnácté příčce. Jde o poslední album skupiny Megadeth vydané před jejím rozpadem v roce 2002.

## Seznam skladeb
| Pořadí | Název                         | Autor                 | Délka |
| ------ | ----------------------------- | --------------------- | ----- |
| 1.     | Disconnect                    | Dave Mustaine         | 5:20  |
| 2.     | The World Needs a Hero        | Mustaine              | 3:52  |
| 3.     | Moto Psycho                   | Mustaine              | 3:06  |
| 4.     | 1000 Times Goodbye            | Mustaine              | 6:25  |
| 5.     | Burning Bridges               | Mustaine              | 5:20  |
| 6.     | Promises                      | Mustaine, Al Pitrelli | 4:28  |
| 7.     | Recipe for Hate… Warhorse     | Mustaine              | 5:18  |
| 8.     | Losing My Senses              | Mustaine              | 4:40  |
| 9.     | Dread and the Fugitive Mind   | Mustaine              | 4:25  |
| 10.    | Silent Scorn (instrumentální) | Mustaine              | 1:42  |
| 11.    | Return to Hangar              | Mustaine              | 3:59  |
| 12.    | When                          | Mustaine              | 9:14  |

## Obsazení
Megadeth
- Dave Mustaine – zpěv, kytara
- Al Pitrelli – kytara, doprovodné vokály
- David Ellefson – baskytara
- Jimmy DeGrasso – bicí

Ostatní hudebníci
- Heather Keckler – hlas
- Bob Findley – trubka
- Suzie Katayama – aranžmá smyčců